# Microlophichthys microlophus
Microlophichthys microlophus är en fiskart som först beskrevs av Regan 1925.  Microlophichthys microlophus ingår i släktet Microlophichthys och familjen Oneirodidae. Inga underarter finns listade i Catalogue of Life.